# Persone di nome Emanuela
| Questa pagina contiene informazioni ricavate automaticamente dalle voci biografiche con l'ausilio del template Bio e di un bot. L'aggiornamento è periodico e automatico e ricostruisce completamente la pagina. Se manca una persona in questa lista, sei pregato di non aggiungerla, ma accertati piuttosto che la sua voce biografica contenga il template Bio e che i dati anagrafici siano correttamente compilati. Se il template Bio manca, inseriscilo tu stesso o, in alternativa, metti l'avviso {{tmp\|Bio}} che ne segnala la mancanza. Se i dati riportati sono sbagliati, correggi direttamente la voce biografica; le modifiche saranno visibili in questa lista entro pochi giorni. Per chiarimenti vedi il progetto antroponimi. La lista contiene solo le 68 persone che sono citate nell'enciclopedia e per le quali è stato implementato correttamente il template Bio. Pagina aggiornata al 6 ago 2025. |

Questa è una lista di persone presenti nell'enciclopedia che hanno il nome Emanuela, suddivise per attività principale.

## Arpiste(1)
- Emanuela Degli Esposti, arpista italiana (Bologna, n. 1958)

## Astronome(1)
- Emanuela Galliani, astronoma italiana

## Atlete paralimpiche(1)
- Emanuela Grigio, ex atleta paralimpica italiana (Albignasego, n. 1964)

## Attrici(10)
- Emanuela Fallini, attrice e doppiatrice italiana (Novi Ligure, n. 1940)
- Emanuela Fanelli, attrice e comica italiana (Roma, n. 1986)
- Emanuela Galliussi, attrice italiana (Udine, n. 1980)
- Emanuela Garuccio, attrice italiana (Roma, n. 1973)
- Emanuela Giordano, attrice, regista e sceneggiatrice italiana (Roma, n. 1957)
- Emanuela Grimalda, attrice italiana (Trieste, n. 1964)
- Emma Nitti, attrice, showgirl e regista italiana (Roma, n. 1977)
- Emanuela Rei, attrice e cantante italiana (Roma, n. 1991)
- Emanuela Rossi, attrice, doppiatrice e direttrice del doppiaggio italiana (Roma, n. 1959)
- Emanuela Tittocchia, attrice, conduttrice televisiva e opinionista italiana (Torino, n. 1970)

## Attrici teatrali(1)
- Emanuela Panatta, attrice teatrale e ballerina italiana (Roma, n. 1977)

## Calciatrici(2)
- Emanuela Carradore, calciatrice italiana (Verona, n. 1988)
- Emanuela Schioppo, calciatrice italiana (n. 1991)

## Cantanti(3)
- Emaa, cantante rumena (Lugoj, n. 1992)
- Emanuela Cortesi, cantante italiana (Fusignano, n. 1958)
- Taleesa, cantante italiana (Matelica, n. 1960)

## Cantautrici(2)
- Numa Palmer, cantautrice, opinionista e direttrice artistica italiana (Roma, n. 1969)
- Dolcenera, cantautrice e polistrumentista italiana (Galatina, n. 1977)

## Cestiste(4)
- Emanuela Nicosia, ex cestista italiana (Roma, n. 1975)
- Emanuela Ramon, ex cestista italiana (Malo, n. 1982)
- Emanuela Salopek, ex cestista croata (Niš, n. 1987)
- Emanuela Silimbani, ex cestista italiana (Faenza, n. 1959)

## Cicliste su strada(1)
- Emanuela Lorenzon, ex ciclista su strada italiana (Bassano del Grappa, n. 1959)

## Critiche cinematografiche(1)
- Emanuela Martini, critica cinematografica e direttrice artistica italiana (Forlì, n. 1948)

## Dialoghiste(1)
- Emanuela Giovannini, dialoghista italiana

## Diplomatiche(1)
- Emanuela D'Alessandro, diplomatica italiana (Roma, n. 1960)

## Doppiatrici(5)
- Emanuela Baroni, doppiatrice italiana (Trieste, n. 1965)
- Emanuela D'Amico, doppiatrice e dialoghista italiana (Roma, n. 1971)
- Emanuela Damasio, doppiatrice italiana (Torino, n. 1974)
- Emanuela Ionica, doppiatrice rumena (Iași, n. 1997)
- Emanuela Pacotto, doppiatrice, attrice e cantante italiana (Milano, n. 1965)

## Fondiste di corsa in montagna‎(1)
- Emanuela Brizio, fondista di corsa in montagna italiana (Verbania, n. 1968)

## Ginnaste(1)
- Emanuela Maccarani, ex ginnasta, allenatrice di ginnastica ritmica e dirigente sportiva italiana (Milano, n. 1966)

## Giocatrici di curling(1)
- Emanuela Sarto, ex giocatrice di curling italiana

## Giornaliste(5)
- Emanuela Arabito, giornalista italiana (Napoli, n. 1960)
- Emanuela Audisio, giornalista e scrittrice italiana (Roma, n. 1953)
- Emanuela Baio Dossi, giornalista e politica italiana (Bernareggio, n. 1956)
- Emanuela Da Ros, giornalista e scrittrice italiana (Vittorio Veneto, n. 1959)
- Emanuela Falcetti, giornalista, conduttrice radiofonica e conduttrice televisiva italiana (Milano, n. 1957)

## Giuriste(1)
- Emanuela Navarretta, giurista italiana (Campobasso, n. 1966)

## Imitatrici(1)
- Emanuela Aureli, imitatrice italiana (Terni, n. 1973)

## Infermiere(1)
- Emanuela Setti Carraro, infermiera e militare italiana (Borgosesia, n. 1950 - Palermo, † 1982)

## Judoka(1)
- Emanuela Pierantozzi, judoka italiana (Bologna, n. 1968)

## Modelle(1)
- Emanuela de Paula, supermodella brasiliana (Cabo de Santo Agostinho, n. 1989)

## Nobili(1)
- Emanuela di Dampierre, nobile italiana (Roma, n. 1913 - Roma, † 2012)

## Nuotatrici(1)
- Emanuela Viola, ex nuotatrice italiana (n. 1972)

## Politiche(5)
- Emanuela Corda, politica italiana (Cagliari, n. 1974)
- Emanuela Del Re, politica italiana (Roma, n. 1963)
- Emanuela Munerato, politica italiana (Lendinara, n. 1966)
- Emanuela Rossini, politica italiana (Pinzolo, n. 1963)
- Emanuela Savio, politica italiana (Saluzzo, n. 1916 - Torino, † 1989)

## Poliziotte(1)
- Emanuela Loi, poliziotta italiana (Cagliari, n. 1967 - Palermo, † 1992)

## Pugili(1)
- Emanuela Pantani, pugile italiana (Grosseto, n. 1971)

## Registe(1)
- Emanuela Piovano, regista, sceneggiatrice e produttrice cinematografica italiana (Torino, n. 1959)

## Rugbiste a 15(1)
- Emanuela Stecca, rugbista a 15 italiana (Treviso, n. 1997)

## Scenografe(1)
- Emanuela Trixie Zitkowsky, scenografa italiana (Roma, n. 1966)

## Sciatrici alpine(1)
- Emanuela Fasoli, ex sciatrice alpina italiana (n. 1952)

## Scrittrici(4)
- Emanuela Abbadessa, scrittrice e musicologa italiana (Catania, n. 1964)
- Emanuela Canepa, scrittrice italiana (Roma, n. 1967)
- Emanuela Marinelli, scrittrice italiana (Roma, n. 1951)
- Emanuela Nava, scrittrice italiana (Milano)

## Tenniste(1)
- Emanuela Zardo, ex tennista svizzera (Bellinzona, n. 1970)

## Tiratrici a volo(1)
- Emanuela Felici, tiratrice a volo sammarinese (San Marino, n. 1980)

## Senza attività specificata(2)
- Emanuela Gabella, ex pentatleta italiana (Roma, n. 1969)
- Emanuela Sansone, italiana (Palermo, n. 1879 - Palermo, † 1896)